# Населённые пункты Завьяловского района Удмуртии

Карта Завьяловского района с центрами поселений

Муниципальное образование «Завьяловский район» включает в себя 127 населённых пунктов: 19 сельских поселений в составе 16 сёл, 94 деревень и 17 починков.
Административный центр района — село Завьялово.

## Перечень населённых пунктов
Далее приводится список населённых пунктов по муниципальным образованиям, в которые они входят. Жирным шрифтом выделены административные центры поселений.

### Муниципальное образование «Бабинское»
- село Бабино
- деревня Байкузино
- деревня Бахилы
- деревня Большая Докья
- деревня Жеребенки
- деревня Кетул
- деревня Коньки
- деревня Ожмос-Пурга
- деревня Русские Бисарки
- деревня Сапарово
- деревня Чукавинки
- деревня Чепаниха
- деревня Пальники
- деревня Пиканы
- деревня Никольское

### Муниципальное образование «Вараксинское»
- село Вараксино
- деревня Истомино
- деревня Малиново

### Муниципальное образование «Гольянское»
- село Гольяны
- деревня Макарово
- деревня Забегалово
- деревня Дуброво
- деревня Колюшево
- деревня Поваренки
- деревня Докша

### Муниципальное образование «Завьяловское»
- село Завьялово
- деревня Пычанки
- деревня Башур
- деревня Старое Мартьяново
- деревня Новое Мартьяново
- деревня Кашабеги
- деревня Красный Кустарь
- деревня Березка
- деревня Кабаниха
- починок Шурдымка

### Муниципальное образование «Италмасовское»
- село Италмас
- деревня Банное
- деревня Новокварсинское
- починок Успенский
- починок Вожойский

### Муниципальное образование «Казмасское»
- деревня Новая Казмаска
- деревня Тихий Ключ
- деревня Петухи
- деревня Старая Казмаска
- деревня Старые Тукмачи
- починок Орешники

### Муниципальное образование «Каменское»
- деревня Каменное
- деревня Динтём-Бодья
- деревня Новый Урал
- деревня Болтачево
- деревня Мещеряки
- деревня Старый Чультем
- деревня Новый Чультем
- деревня Старые Кены
- деревня Сизево
- деревня Второй Ижевский лесопункт

### Муниципальное образование «Кияикское»
- село Кияик
- деревня Большой Кияик
- деревня Сентег
- село Азино

### Муниципальное образование «Люкское»
- село Люк
- деревня Новый Сентег
- деревня Верхний Люк

### Муниципальное образование «Октябрьское»
- село Октябрьский
- деревня Чемошур
- починок Дома 45 км

### Муниципальное образование «Первомайское»
- село Первомайский
- деревня Нижний Вожой
- деревня Позимь

### Муниципальное образование «Пироговское»
- деревня Пирогово
- деревня Лудорвай
- деревня Шудья
- деревня Новая Крестьянка

### Муниципальное образование «Подшиваловское»
- деревня Подшивалово
- деревня Козлово
- село Советско-Никольское
- деревня Верхняя Лудзя
- деревня Лудзя-Норья
- деревня Сепыч
- деревня Ленино
- деревня Курегово
- деревня Кузили
- деревня Можвай
- починок Можвай
- починок Садаковский
- починок Советско-Никольское лесничество

### Муниципальное образование «Совхозное»
- село Совхозный
- село Юськи
- деревня Каравай-Норья
- деревня Старый Бор
- деревня Большая Венья
- деревня Малая Венья
- деревня Непременная Лудзя

### Муниципальное образование «Среднепостольское»
- деревня Средний Постол
- деревня Постол
- деревня Троицкое
- деревня Пивоварово
- деревня Верхний Женвай
- село Постол
- деревня Пойвай
- починок Ударник

### Муниципальное образование «Хохряковское»
- деревня Хохряки
- починок Разъезд 13 узкоколейной железной дороги

### Муниципальное образование «Шабердинское»
- деревня Шабердино
- деревня Люкшудья
- деревня Старый Сентег
- деревня Чужьялово
- село Люкшудья
- деревня Пестовка
- починок Майский
- починок Михайловский
- починок Вознесенский

### Муниципальное образование «Ягульское»
- село Ягул
- деревня Русский Вожой
- деревня Крестовоздвиженское
- деревня Старое Михайловское
- починок Новомихайловский
- деревня Сокол
- починок Мирный

### Муниципальное образование «Якшурское»
- деревня Якшур
- деревня Семёново
- деревня Старые Марасаны
- деревня Новые Марасаны
- деревня Бахтияры
- деревня Вожой
- починок Подлесный
- починок Молодёжный